# Stazione di Piras
La stazione di Piras fu una fermata ferroviaria posta nel territorio comunale di Calangianus, lungo la ferrovia Monti-Tempio.

## Storia
La fermata fu istituita dalla Strade Ferrate Secondarie della Sardegna in corrispondenza della casa cantoniera numero cinque della Monti-Tempio (in esercizio dal 1888) nei primi anni di attività della linea, risultando operativa nel 1892 come "fermata facoltativa", prerogativa che manterrà per buona parte della sua storia.
Passata dalla gestione SFSS a quella della Ferrovie Complementari della Sardegna nel 1921 e in seguito a quella della Strade Ferrate Sarde nel 1941, la fermata fu operativa sino al 20 luglio 1958, data di cessazione del servizio ferroviario tra Monti e Luras. Lo scalo fu in seguito disarmato e abbandonato.

## Strutture e impianti
Lo scalo era ubicato in un'area rurale nei pressi della località omonima, a circa 5 km a sud ovest di Telti, il centro più vicino. Dal punto di vista ferroviario la fermata, oggi integralmente disarmata, era di tipo passante ed il suo edificio principale era l'ex casa cantoniera numero cinque, un fabbricato a pianta pressoché quadrata esteso su due piani, di cui permangono i resti in loco.

## Movimento
Negli anni di attività ferroviaria la fermata fu servita dalle relazioni passeggeri delle concessionarie che si sono succedute nella gestione della Monti-Tempio, spesso prevedenti la sosta a Piras solo in via facoltativa.